# Реликтовые леса (памятник природы)
«Реликтовые леса» — комплексный ботанический памятник природы в Мелекесском районе Ульяновской области, в непосредственной близости от села Мулловка. Занесён в соответствующий кадастр как ООПТ Ульяновской области. 09.11.2007 лишён статуса ООПТ.

## Описание
На территории выделяют два участка:
- Участок № 1. Средняя высота древесного яруса 22 метра, насаждения естественного происхождения, среди которых: липа (90 % насаждений) и берёза (10 % насаждений). Запас здоровой древесины: 310 м³ на 1 га. Общая площадь 48,8 га.
- Участок № 2. Средняя высота древесного яруса 23 метра, насаждения естественного происхождения, среди которых также 90 % липы и 10 % берёзы. Запас здоровой древесины 380 м³ на 1 га. Общая площадь участка 11,3 га.

Также на обоих участках в небольшом количестве произрастают: клён, лещина средней густоты.
На территории запрещается несанитарная рубка леса, сельскохозяйственная деятельность и любые строительные работы.
О проведении научно-исследовательских и эколого-просветительских работ данных не имеется.

## Основания для создания ООПТ и её значимость
Коренные липовые леса возрастом 80-100 лет.

## Перечень объектов охраны
Коренные липовые леса.